# Онихоптерохейлюс Палласа
Онихоптерохейлюс Палласа, Онихоптерохеилюс Палласа (лат. Onychopterocheilus pallasii) — вид одиночных ос рода Onychopterocheilus из подсемейства Eumeninae (Vespidae). Редкий вид, включённый в Красную книгу Украины.

## Распространение
Евразия от Западной Европы (Венгрия) до Казахстана и Монголии. Россия и Украина, включая Алтай, Луганскую, Новосибирскую, Омскую, Ростовскую области, Южное Поволжье, Южный Урал и Крым.

## Описание
Длина тела 12—17 мм. Тело чёрное с беловато-оранжевым рисунком, на втором тергите брюшка есть два оранжево-красных пятна. Нижнегубные щупики состоят из трёх уплощённых сегментов с длинными волосками для переноса частичек почвы при строительства гнезда. Взрослые особи отмечены с июня по август. Взрослые особи питаются на цветах (антофилы), личинки — энтомофаги, самки выкармливают их гусеницами бабочек. Населяют различные степные биотопы, гнездятся в земле.

## Охрана
Вид включён в Красную книгу Украины и в Красную книгу Крыма. Причиной изменения численности является уничтожение естественной степной растительности из-за распашки и перевыпаса скота, а также рекреация.